# Коммунисты Петербурга и Ленинградской области
Коммунисты Петербурга и Ленинградской Области (сокр. КПЛО, КП) — межрегиональная общественная организация, возникла 12 апреля 2003 года. 
Официально зарегистрирована Федеральной Регистрационной службой 24 ноября 2003 года. 
Основу организации «Коммунисты Петербурга» в 2003 году составили Санкт-Петербургское отделение Союза коммунистической молодёжи, а также члены районных комитетов КПРФ из некоторых районов Санкт-Петербурга.
Основную известность организация приобрела благодаря различным эпатажным заявлениям и провокационным акциям. Есть мнение, что КПЛО функционирует как шутовская организация, задачей которой являются провокации и дискредитация коммунистов путём распространения от их имени эпатажных заявлений. Однако сами представители КПЛО в интервью СМИ считают, что такую версию их деятельности распространяют «блогеры, нанятые политическими конкурентами КПЛО».
C 2012 года является одним из учредителей политической партии Коммунисты России.

## Идеология КПЛО
КПЛО декларирует стремление к партнёрским отношениям с КПРФ и с входящей в Социнтерн Справедливой Россией. В официальных документах КПЛО отмечается, что «Мы, Коммунисты, ценим теоретическое и практическое наследие К. Маркса, В. И. Ленина, И. В. Сталина, а также, хотя и в разной степени, Плеханова, Грамши, Люксембург, Че Гевары, Ганди. В отличие от других компартий, в КП разрешены фракции и платформы: есть социалистическое течение, геваристское, антиглобалистское, национально-патриотическое, леворадикальное и др. 60 % членов придерживаются идеологии творческого марксизма-ленинизма, советского патриотизма и социалистического интернационализма.»

## Деятельность КПЛО
КПЛО возникла в период острого кризиса в КПРФ, то есть раскола на сторонников Г. А. Зюганова и Г. Ю. Семигина, когда из компартии вышли Е. Драпеко, В.Кныш, Г. Гамза, Т. Астраханкина и т. д. В момент раскола и в последующем «Коммунисты Петербурга» занимали нейтральную позицию, доброжелательно отзываясь как о Г. Зюганове, так и о его оппонентах.
КПЛО стала известна в России и за её пределами в связи со многочисленными заявлениями и акциями, стиль и формы, проведения которых оказались эпатажными для традиционного коммунистического движения России.
Так, в январе 2005 года Коммунисты Петербурга призвали ветеранов и пенсионеров не оплачивать проезд в общественном транспорте; с этого момента все инициативы КПЛО стали с большей или меньшей регулярностью освещаться СМИ.
Затем, для завоевания молодёжной аудитории и, как утверждают лидеры организации, для провоцирования общественной дискуссии, были предприняты десятки инициатив и акций, имевших большой общественный резонанс. Среди них замена табличек улицы Белградская на улицу Милошевича, уничтожение макета баз ПРО США у американского консульства, пикетирование Константиновского дворца во время саммита Большой восьмерки.
Имитация или реконструкция создания Эстонской советской республики на территории Эстонии или приграничных с Эстонией российских районов, жесткий мониторинг строительства Кольцевой автодороги в Петербурге, изготовление икон с образом И. В. Сталина и призыв к канонизации Сталина, переименование деревни Подосье Псковской области в деревню Сталина путём сельского схода, срыв празднования дня рождения спикера петербургского ЗАКСа В. Тюльпанова в элитном «Талеон-клубе» и т. д.
Особый интерес и самые различные оценки общественности вызвали заявления КПЛО с оценкой выходящих в прокат кинофильмов, колоризации советских кинолент, а также событий в мире спорта и высказывание версий о существовании инопланетного разума. Как неоднократно подчеркивали лидеры КПЛО, современная коммунистическая партия «должна уметь улыбаться». Согласно признанию лидеров КПЛО, их организация хочет добиться постоянного присутствия коммунистов в жизни общества, во всех сферах общественного интереса.
КПЛО редко проводит несанкционированные акции, однако её лидеры неоднократно задерживались во время пикетов и митингов, а офис партии подвергался обыскам в жесткой форме. КПЛО всегда выступала резко против совместных акций с запрещенной НБП, т. н. оранжевыми силами, националистами и т. д.

### Участие в избирательных кампаниях
Несмотря на свой статус общественной организации, Коммунисты Петербурга сразу же начали активно участвовать в избирательных кампаниях, играя на противоречиях между различными флангами левого движения. Так, осенью 2003 года в первом туре выборов Губернатора Петербурга КП поддержала депутата городского парламента Алексея Тимофеева (Тимофеев выступал в телеэфире с эмблемой КП в руках) Но Тимофеев получил около 1 % голосов и в дальнейшем КП отказалась с ним сотрудничать.
Во втором туре губернаторских выборов Коммунисты Петербурга заявили о поддержке бывшего вице-губернатора в правительстве Владимира Яковлева кандидата Анны Марковой, что было широко обнародовано её штабом.
На довыборах в городской парламент в марте 2005-го в Красногвардейском районе города по одномандатному округу независимый левый кандидат Игорь Чубаров, использовавший поддержку КП, получил 20 % , а кандидат КПРФ — 6 %.
Ситуацию изменило введение выборов по партийным спискам. На выборах Законодательного Собрания Санкт-Петербурга в марте 2007 КПЛО вошла в список небольшой «Социалистической единой партии России» (СЕПР), возглавляемой тренером В. В. Путина по дзюдо депутатом Госдумы В. Б. Шестаковым и бывшим вице-губернатором Петербурга А. Потехиным. 9 членов КПЛО стали кандидатами в депутаты Законодательного Собрания по списку этой партии. Собранные объединением подписи были забракованы Санкт-Петербургской избирательной комиссией, как и списки Яблока. Позднее СЕПР добился в городском суде Санкт-Петербурга восстановления на выборах за две недели до голосования. В кризисных условиях представлять СЕПР на дебатах по телеканалу РТР было предложено лидеру КПЛО депутату муниципального образования Малинковичу. Эти выступления, в которых СЕПР был представлен Малинковичем как «избирательное объединение социалистов и коммунистов» и предельно популистская программа (выступающий обещал в случае победы блока отменить квартплату) по собственным заявлениям КПЛО сделали организацию широко известными городу, а также заметно подняли рейтинг СЕПР от уровня статистической погрешности до 1,5-2 процентов.
Затем СЕПР был снят с выборов решением Верховного суда России. В этих условиях КПЛО заявила о поддержке 2-х кандидатов от КПРФ по внутригородским округам — Александра Ольховского (27 округ) и Юрия Савина (46 округ), давно связанных с КПЛО. По другим округам Коммунисты Петербурга предложили избирателям бойкотировать выборы в знак протеста против отмены регистрации СЕПР. Оба кандидата использовали поддержку КПЛО в своей предвыборной агитации. Александр Ольховский был избран депутатом Законодательного Собрания по списку КПРФ и стал Председателем комиссии по промышленности городского парламента и заместителем руководителя фракции КПРФ. Ольховский в дальнейшем неоднократно заявлял о своих симпатиях к КПЛО, как активно действующей коммунистической организации. Юрий Савин занял второе место в своем округе. КПЛО официально поздравила КПРФ с созданием фракции в городском парламенте и демонстрировала свою лояльность КПРФ, но лидер региональной парторганизации В. Федоров неоднократно критиковал КПЛО в одностороннем порядке, что только вызывало больший интерес СМИ к Коммунистам Петербурга.
В 2007 году небольшая партия СЕПР вошла в партию Справедливая Россия, после чего началось сотрудничество КПЛО с партией Сергея Миронова, провозгласившей «социализм 21 века». Осенью 2007 года КПЛО обратилась к петербургскому отделению КПРФ с предложением сформировать совместный список кандидатов на выборах депутатов Госдумы и получила отказ. После этого КПЛО официально поддержала список Справедливой России и организовала проведение в Петербурге 7 ноября 2009 года Конгресса молодых коммунистов России, который также поддержал список кандидатов СР и подверг резкой критике КПРФ, обвинив её в неэффективной деятельности, отсутствии рабочих в списках и т. д. Надо отметить, что большинство петербургских СМИ широко освещало данное мероприятие, которое было организовано красочно, в стиле съездов КПСС, с возложением цветов к Марсову полю и, в частности, в материалах СМИ освещению конгресса было уделено больше внимания, чем демонстрации КПРФ 7-го ноября.
В марте 2008 года, во время президентских выборов, организация призвала отвергнуть систему президентской власти и написать на бюллетене «Власть — Советам»! Затем КПЛО приписали своей агитации тот факт, что 21 тысяча бюллетеней в Петербурге и около 500 тысяч бюллетеней по стране было испорчено.
В 2004, 2005, 2009 гг. КПЛО неизменно добивалась избрания своих лидеров — Сергея Малинковича, Виктора Перова, Юрия Савина и др. депутатами муниципальных советов Петербурга и Ленинградской Области.
В 2009 году кандидаты КПЛО баллотировались на местных выборах, как от КПРФ, так и от партии Справедливая Россия. Все кандидаты от этой партии были поддержаны КПЛО на выборах местных советов Петербурга и Ленобласти в 2009- м году. Предварительно КПЛО вновь обращалась к КПРФ с предложением сформировать единый список, но вновь получила отказ от Ленинградского Обкома КПРФ.
В то же время, используя поддержку КПЛО, Справедливая Россия успешно выступила на выборах муниципальных советов в Ленинградской Области, получив почти равное с КПРФ число мандатов (56 против 59) Изначально половина членов руководства КП входила и входит в КПРФ, так как формально КП является общественным объединением.
КПЛО постоянно призывает КПРФ и Справедливую Россию к установлению союзнических отношений, публикует на своем сайте материалы КПРФ и призывы Зюганова, стараясь демонстрировать равно позитивный настрой в отношении обеих левых партий и в то же время значительную независимость от них.

## Известные члены КПЛО
Основатель и руководитель КПЛО (Председатель ЦК) Сергей Александрович Малинкович (1975 г. р.) был одной из ключевых фигур в санкт-петербургском отделении молодёжного движения КПРФ (РКСМ, Союз коммунистической молодёжи Российской Федерации (КПРФ)) в 1996—2001 гг., являясь в эти годы секретарем ЦК СКМ РФ по международным связям и первым секретарем Ленинградского Обкома СКМ РФ, помощником депутата Государственной Думы от КПРФ Ю. П. Белова.
Перестав быть членом КПРФ в 2001 году, Малинкович, в отличие от других оппонентов Зюганова (Селезнёв, Подберезкин, Потапов, Куваев, Семигин, Тихонов и т. д) сосредоточился не на критике КПРФ, а на попытке создать более активную и оперативно действующую коммунистическую организацию, формально солидарную с КПРФ и высказывающую симпатии ко всем существующим левым движениям, включая Справедливую Россию. Как правило, именно Малинкович представляет КПЛО, как ньюсмейкер.
Михаил Машковцев — публицист, в 2000—2007 гг. губернатор Камчатской области (считается[кем?] последним «красным губернатором»), вступил в КПЛО в начале 2008 года после переезда в Петербург и быстро стал одним из лидеров организации. Считает необходимым полный союз КПЛО со Справедливой Россией.
Виктор Перов — занимается организационной работой в КПЛО, курирует ячейки организации в Ленинградской Области. С 2000-года является депутатом горсовета одного из крупнейших в Ленобласти промышленного моногорода Сланцы. Неоднократно задерживался правоохранительными органами за организацию акций протеста 
Сергей Ованисьян — подполковник, государственный советник второго класса, бывший член Городской избирательной комиссии Петербурга от КПРФ (до 2004 г.), бывший член Бюро ГК КПРФ. В КПРФ считался одним из разработчиков теории госпатриотизма. В КПЛО отвечает за идеологическую работу. Помощник депутата фракции КПРФ в Законодательном Собрании Петербурга Ольховского.

Юрий Савин — адвокат, заместитель Главы муниципального образования Смольнинское. Последний первый секретарь Смольнинского РК ВЛКСМ г. Ленинграда. 
При номинальной численности КПЛО в 500 членов, её актив составляет не более 100 человек, средний возраст которых действительно колеблется от 30 до 50 лет.

## Создание партии Коммунисты России
22 апреля 2012 года состоялся III съезд организации «Коммунисты России», на котором было принято решение о преобразовании её в политическую партию. Сергей Малинкович и ряд других руководителей КПЛО вошли в состав политбюро Центрального комитета партии Коммунисты России
7 июня того же года политическая партия «Коммунисты России» официально зарегистрирована Минюстом.